# Chrysotachina townsendi
Chrysotachina townsendi är en tvåvingeart som beskrevs av Charles Howard Curran 1939. Chrysotachina townsendi ingår i släktet Chrysotachina och familjen parasitflugor. Inga underarter finns listade i Catalogue of Life.